# Saleh Saleem
Ne doit pas être confondu avec le joueur d'échecs émirati Saleh Salem.
Saleh Saleem (en arabe : صالح سليم ; en hébreu : סאלח סלים) est un homme politique arabe israélien, né le 2 novembre 1953 en Israël. Il est membre de la Knesset (Parlement) pour le Hadash de 1994 à 1999.

## Parcours
Il dirige le conseil local de I'billin (en) (district nord) de 1995 à 2008. Il est placé 4e sur la liste du Hadash aux élections législatives de 1992 mais n'obtient pas de siège, son parti ne reomportant que trois sièges. Toutefois, il entre à la Knesset le 5 juillet 1994 en remplacement du député Taoufik Ziyad, mort en fonction ce jour-là. Il conserve son siège aux élections de 1996 après avoir été placé 2e sur la liste Hadash-Balad ; il est aussi nommé vice-président de la Knesset. Il se retire de la vie politique avant les élections législatives de 1999. Son parti lui accorde toutefois une place symbolique (116e) sur sa liste à ces élections.

## Sources
- (en) Cet article est partiellement ou en totalité issu de l’article de Wikipédia en anglais intitulé « Saleh Saleem » (voir la liste des auteurs).
- (en) Saleh Saleem sur le site de la Knesset